# Bulbophyllum falcipetalum
Bulbophyllum falcipetalum é uma espécie de orquídea (família Orchidaceae) pertencente ao gênero Bulbophyllum. Foi descrita por John Lindley em 1862.